# 静岡県立農業短期大学校
静岡県立農業短期大学校（しずおかけんりつのうぎょうたんきだいがっこう）は、嘗て静岡県静岡市にあった公立の教育訓練施設。

## 沿革
- 1974年　静岡県立農業短期大学校開校。
  - 総合農業学科
- 1979年度まで静岡県立農業短期大学校として学生募集する。
- 1980年　静岡県立農林短期大学校に改組（1998年度まで同校名で学生受け入れを行う）
- 1999年　静岡県立農林大学校に改組。

## 学科
- 農業総合学科

## その他
- 1年制の課程があった（園芸・茶業・果樹・畜産・養鶏・養豚の各学科）